# Stuivekenskerke
Stuivekenskerke (fr. Stuyvekenskerke; vls. Stuvetjeskerke, Stuvejeskerke) – dzielnica (deelgemeente) miasta Diksmuide w Belgii, w Regionie Flamandzkim, w prowincji Flandria Zachodnia, w okręgu Diksmuide. 1 stycznia 2020 roku liczyła 160 mieszkańców. Do 31 grudnia 1976 samodzielna gmina. Leży nad rzeką IJzer. 

## Demografia
Liczba mieszkańców, stan na 1 stycznia:
| Rok                | 1930 | 1947 | 1961 | 2020 |
| ------------------ | ---- | ---- | ---- | ---- |
| Liczba mieszkańców | 252  | 282  | 203  | 160  |